# Каминг-аут
Ка́минг-а́ут, также ка́мин-а́ут, ка́минг а́ут и камина́ут (от англ. coming out of the closet, обычно сокращаемого до coming out) — процесс открытого и добровольного признания человеком своей принадлежности к сексуальному или гендерному меньшинству, либо результат такого процесса.
Д. Трэверс Скотт утверждает, что фраза «coming out of the closet», наряду с производными от нее значениями «coming out» (каминг-аут) и «closet» (сокрытие своей сексуальной ориентации или гендерной идентичности), берёт свое начало в двух разных метафорах. «Coming out» изначально использовался в начале XX века по отношению к девушке, посещающей бал дебютанток, так что она «выходила» в общество. В прошлые времена слово «closet» означало спальню, подразумевалось, что сексуальность человека не проявлялась за её пределами. Позже, в 1960-х годах, появилась метафора «скелета в шкафу», англ. skeleton in the closet означала скрытие секрета из-за табу или социальной стигмы, также использовалась в отношении гендерной идентичности или сексуальности, которые не хотелось бы раскрывать. Таким образом, раскрыть свою принадлежность к ЛГБТК+, которая ранее держалась в секрете, означало «позволить скелету выйти из шкафа».
Термин «каминг-аут» применяется преимущественно по отношению к лесбиянкам, геям, бисексуалам и трансгендерным людям (сокр. ЛГБТ), которые перестали скрывать от окружающих свою сексуальную ориентацию или гендерную идентичность. Выражение «каминг-аут» является прямым заимствованием устоявшегося англоязычного выражения coming out (сокр. от coming out of the closet — букв. «выйти из шкафа», по смыслу «выйти из потёмок; открыться»).
Аутинг (outing), то есть насильственное раскрытие соответствующих обстоятельств личной жизни человека, не является добровольным каминг-аутом. Аутинг заключается в публичном разглашении личной информации об ориентации или гендерной идентичности человека против его желания и согласия, что может быть расценено как нарушение закона. В результате подобных действий возможен перенос отношения людей к сексуальной ориентации или гендерной идентичности человека в социальную и профессиональную сферу. Такой эффект может быть использован для того, чтобы скомпрометировать человека, испортив его личную или общественную репутацию, а также поставив под сомнение его профессиональную компетентность.

## История
Впервые концепция каминг-аута была выдвинута в 1869 году немецким адвокатом, журналистом и защитником прав меньшинств Карлом Генрихом Ульрихсом как некая разновидность концепции эмансипации. Он считал, что скрытное существование меньшинств уменьшало возможности их влияния на общественное мнение, и поэтому призывал гомосексуалов становиться более заметными, совершая каминг-аут.
Терапевт Иван Блох (Iwan Bloch) в своей работе 1906 года под названием «Сексуальная жизнь нашего времени и её отношение к современной цивилизации» просил пожилых гомосексуалов совершить каминг-аут для гетеросексуальных членов своих семей и знакомых.
Сексолог Магнус Хиршфельд обратился к этой теме в своей работе «Гомосексуальность мужчин и женщин» (1914), рассуждая о возможности уведомления полиции о своей ориентации со стороны нескольких тысяч высокопоставленных мужчин и женщин с целью повлиять на законодательные органы и общественное мнение.
Первой значительной персоной, совершившей каминг-аут в Америке, стал поэт Роберт Данкен (Robert Duncan). В результате объявления о своей ориентации вскоре после призыва в 1941 году он был уволен из армии. В 1944 году в своей публикации в анархистском журнале «Politics», подписанной его настоящим именем, он заявил, что гомосексуалы являются притесняемым меньшинством.
В 1951 году некто Дональд Вебстер Кори (Donald Webster Cory) опубликовал работу «Гомосексуал в Америке», в которой делился с читателем своими чувствами: «Общество выдало мне маску, которую я вынужден постоянно носить… Куда бы я ни шёл, я притворяюсь везде и перед любыми представителями всех слоёв общества». Хотя под этим псевдонимом скрывался американский социолог Эдуард Сагарин, его откровенное описание своих субъективных ощущений послужило стимулом для осознания гомосексуалами себя как части общества, а также для возникающего движения гомофилов.
Бывшее первоначально тайным правозащитное «Матташинское общество», основанное Гарри Хэем (Harry Hay) и другими участниками президентской кампании 1950 года в Лос-Анджелесе за кандидата Уоллеса (Wallace), также попало в поле зрения общественности, когда в Сан-Франциско в 1953 году во главе группы встали не скрывавшие свою ориентацию гомосексуалы Хэл Колл (Hal Call), Кен Бёрнс (Ken Burns) и Дон Лукас (Don Lucas).
В конце 1950-х годов термин «каминг-аут» с подачи североамериканского психолога Эвелин Хукер, посвятившей ряд своих новаторских работ исследованию гей-сообщества, перешёл из разряда жаргона гомосексуалов в научную терминологию. Она утверждала, что «нередко дебют (или „каминг-аут“, как называют его гомосексуалы) человека, уверенного в своей гомосексуальности, но боровшегося с этим ощущением, происходит тогда, когда он в первый раз публично идентифицирует себя как гомосексуал в присутствии других гомосексуалов, появившись в одном из их баров».
В 1960-е годы мужчина по имени Фрэнк Камени (Frank Kameny) стал первым открытым гей-активистом в борьбе гомосексуалов за свои права в США. Камени был уволен с должности астронома при армейской картографической службе за гомосексуальное поведение. Он открыто протестовал против незаконности своего увольнения и постепенно довёл дело до Верховного суда США. Камени призывал гомосексуалов не к оборонительным, а к активным наступательным публичным действиям. Ключевым моментом в его позиции было, как он утверждал, то, что геи «должны внедрить в своё собственное сообщество мысль о значимости каждого гея в отдельности», и что эта цель может быть достигнута только путём проведения кампаний, во главе которых стояли бы открытые гомосексуалы. По аналогии с девизом борьбы афроамериканцев за свои права «Темнокожий — значит прекрасный» («Black is Beautiful»), своим девизом Камени выбрал фразу «Гей — значит хороший» («Gay is Good»).
В октябре 2015 года члены фракции КПРФ в Государственной думе Российской Федерации внесли законопроект, предусматривающий административную ответственность за «публичное выражение нетрадиционных сексуальных отношений» (статья 6.12.1 КоАП). По мнению авторов законопроекта, принятый в 2013 году закон о запрете пропаганды гомосексуализма оказался не достаточно эффективным. В то же время, по замыслу авторов документа, административному наказанию за «публичное признание своей нетрадиционной сексуальной ориентации» должны подвергаться только мужчины. За нарушение предполагается штраф в размере от 4 до 5 тысяч рублей, а в случае совершения правонарушения в образовательном учреждении или в присутствии несовершеннолетних документ предусматривает наказание в виде ареста сроком до 15 суток.

## Камуфлирующая гетеросексуальность
Некоторые люди, идентифицирующие себя как геи, лесбиянки или бисексуалы, а также те, кто испытывает гомосексуальные переживания, но не относит себя к сексуальным меньшинствам, вступают вместо этого в гетеросексуальные отношения, включая долгосрочные отношения и даже брак (например, так долгое время вёл себя британский поп-певец Элтон Джон). Подобное поведение описывается термином «камуфлирующая гетеросексуальность», под которым российский врач-сексолог Михаил Бейлькин понимает «гетеросексуальную активность гомосексуалов, мотивированную соображениями социального престижа». Такое камуфлирующее поведение людей, которые в других обстоятельствах считали бы себя геями или лесбиянками, практикуется для создания у окружающих иллюзии об их гетеросексуальной ориентации и для принятия их социумом. По словам М. Бейлькина, подобные случаи нужно отличать от поведения открытых бисексуалов в долгосрочных гетеросексуальных отношениях: «Бисексуальное поведение в рамках […] камуфлирующей гетеросексуальности следует отличать от истинной бисексуальности».
Другие люди, скрывающие свою сексуальную ориентацию, не имеют никаких гетеросексуальных контактов и просто хотят защититься от дискриминации или отторжения путём утаивания своей сексуальной ориентации или влечений. М. Бейлькин утверждает: чтобы «понять мотивацию такого поведения, специальных знаний не требуется. Речь идёт о вынужденном подчинении гомосексуала социальным правилам общества, отнюдь не поощряющего сексуальное инакомыслие».

## Процесс каминг-аута
Эрик Эриксон показал, что в процессе своего психического развития человек проходит через восемь определённых стадий, решая конкретные психологические задачи. Он утверждал, что для психического здоровья человека чрезвычайно важна интеграция сексуальности в целостный образ «Я» в процессе формирования психической идентичности. В то же время Э. Эриксон говорит, что это формирование представляет собой комплексный процесс взаимодействия между личностью и обществом. Анализируя эту работу, психотерапевт Доминик Дэвис утверждает: «Поскольку формирование идентичности геев и лесбиянок в отягощённом гомофобией обществе протекает во многом иначе, чем у гетеросексуалов, их психическое развитие означает интеграцию стигматизированной сексуальности в их образ „Я“».
С конца 1970-х годов исследователями были сформулированы разнообразные психологические модели процесса каминг-аута (Grace, 1977; de Monteflores, Schultz, 1978; Kimmel, 1978; Cass, 1979; Troiden, 1979; Woodman, Lenna, 1980; Coleman, 1981-82; MacDonald, 1982; Minton, MacDonald, 1983-84; Troiden, 1989). В частности, американский социолог Ричард Тройден предложил следующие четыре фазы для описания процесса формирования сексуальной идентичности гомосексуала:
- предчувствие отличия от других людей, возникающее у человека до половой зрелости;
- сомнение в гетеросексуальной идентичности, приходящееся на подростковый возраст;
- принятие своей идентичности, которое может быть и не достигнуто ввиду враждебных социальных установок;
- идентификация себя как представителя сексуальных меньшинств, установление связи сексуальности с эмоциональностью, интеграция своей сексуальности в образ «Я».

Так как конкретных «причин» формирования сексуальной идентичности гомосексуалов не обнаружено, сам процесс каминг-аута и его теоретические обоснования вызывают споры: ни одна из разработанных моделей не может считаться исчерпывающей. Тем не менее, они сходятся в одном: процесс не является линейным, и человек может решать одновременно несколько психологических задач, относящихся к разным стадиям процесса.

### Возраст каминг-аута
Возраст осознания своих гомосексуальных переживаний у геев и лесбиянок отличается. По данным наблюдений, проведённых исследователями Джеем и Янгом и опубликованных в 1979 году, для мужчин этот возраст составляет 13—14 лет, а для женщин — 18 лет. Большинство мужчин начинают вступать в сексуальные контакты с лицами своего пола ещё до того, как осознаю́т себя геями. Женщины же обычно догадываются о своей ориентации задолго до вступления в интимную близость с лицами своего пола. Публикация 1978 года в Journal of Homosexuality.
Согласно исследованию, проведённому социальным работником Кэйтлином Рьяном из Калифорнийского университета в Сан-Франциско и опубликованному в 2006 году, средний возраст каминг-аута среди подростков в США — 13 лет.
В 2009 году в журнале The New York Times опубликованы результаты опроса, проведённого Бенуа Денизе-Льюисом, ассистентом-профессором колледжа Эмерсон. По итогам этого опроса средний возраст каминг-аута среди подростков — 10 лет. В России подобная статистика ведётся на основании данных из ЛГБТ-пабликов и форумов, таким образом, средний возраст, по статистическим данным общероссийского портала Gay.ru, составляет примерно 35-40 лет.

### Осознание собственной ориентации
Психологическая модель процесса каминг-аута, разработанная Эли Колеманом, предполагает наличие стадии так называемого «пре-обнаружения», предшествующей каминг-ауту, в которой ребёнок в раннем детстве начинает ощущать своё отличие от сверстников, а также возникающий конфликт между своими чувствами и усвоенными в семье негативными установками относительно гомосексуальности. На этой стадии многие люди не в состоянии объяснить, что плохого в их влечении к своему полу, и ощущают своё отличие от других задолго до того, как соотносят его со своей принадлежностью к сексуальным меньшинствам.
Психотерапевт Хенли-Хеккенбрюк подчёркивает, что
«индивидуальные нюансы определения [человеком] своей идентичности трудно перечислить. Они определяются особенностями личности и характера, возрастом, когда человек впервые осознал свою инаковость, особенностями протекания физических процессов, ригидностью семейных взглядов (в частности тех, которые касаются сексуального поведения), религиозным воспитанием, негативным или травматичным опытом, связанным с сексуальной ориентацией».
Каминг-аут может предваряться периодом неопределённости, когда человек считает, что его сексуальная ориентация, поведение или чувство принадлежности к другому полу являются некоей преходящей «фазой», либо отвергает эти чувства по религиозным или моральным мотивам.
Сексолог Михаил Бейлькин, рассуждая о целесообразности совершения каминг-аута после осознания человеком собственной ориентации, утверждает:
«Что же касается „самораскрытия“ (или „обнаружения“) как отказа от вынужденной маскировки, то необходимость такого шага не всегда очевидна. Подталкивать к нему геев недопустимо; иногда это может обернуться бедой. Вряд ли уместно, скажем, публичное признание собственной гомосексуальности в условиях тюрьмы».

### Психологические и социальные проблемы каминг-аута
Каминг-аут является сложным процессом, который может иметь как позитивные, так и негативные социальные и психологические последствия для индивидуума, его совершающего. С одной стороны, сокрытие ориентации может привести к негативным когнитивным, аффективным и поведенческим последствиям, связанным друг с другом. Решение скрывать ориентацию может привести к навязчивым мыслям, ненависти к себе, депрессии, подозрительности и недоверию по отношению к окружающим. С другой стороны, раскрывая свою сексуальную ориентацию, ЛГБТ-персона рискует столкнуться с негативной реакцией, которая может только ухудшить самооценку и уменьшить решимость совершить каминг-аут ещё раз, а также с возможной стигматизацией. В связи с этим люди, уже прошедшие каминг-аут и методом проб и ошибок определившие, какое поведение является наименее травматичным для самого человека и его близких, попытались обобщить этот опыт в форме рекомендаций. В материалах, распространяемых американской организацией под названием «Родители, семьи и друзья лесбиянок и геев», не рекомендуется, в частности, совершать каминг-аут во время праздников и других стрессовых ситуаций, например, во время ссор. В статье от Trevor Project также советуют перед совершением каминг-аута узнать отношение родителей к ЛГБТ через наводящие вопросы (например, об их отношении к ЛГБТ-знаменитости). ЛГБТ-инициативная группа «Выход» советует обеспечить себя материальными (жильё), финансовыми, социальными (друзья), физическими (здоровье), информационными и духовными ресурсами перед совершением каминг-аута. Некоторые исследования также предполагают, что раскрытие сексуальной ориентации в присутствии члена семьи или друга семьи, который лояльно относится к ЛГБТ, может облегчить принятие гомосексуальной ориентации и другими членами семьи.
Обычно каминг-аут — это не одномоментный, а постепенный, развивающийся процесс. В большинстве случаев сексологи рекомендуют «раскрыться» сначала близкому другу, заслуживающему полное доверие, или члену семьи, а затем сделать передышку, повременив с дальнейшими признаниями. Об ориентации некоторых людей знают на работе, но не подозревают в семье, или наоборот. Тем не менее, фактически каминг-аут не исчерпывается однократным признанием одному человеку или группе людей.
По данным мета-анализа, сокрытие ориентации увеличивает риск психических заболеваний, но уменьшает риск злоупотребления психоактивными веществами. Более молодой возраст и более позднее время проведения исследования были связаны с более тяжёлыми последствиями сокрытия ориентации. Бисексуальная идентичность, наоборот, была связана с меньшими последствиями.
В исследовании стран Европы было обнаружено, что между уровнем гомофобии в стране, раскрытием сексуальной ориентации и удовлетворённостью жизнью среди ЛГБТ есть связь, причём сокрытие ориентации опосредовало связь между стигматизацией и ухудшением среднего уровня жизни ЛГБТ в стране. С другой стороны, в гомофобных странах люди, скрывавшие свою ориентацию, избегали ещё более низкой удовлетворённости жизнью.
По данным ещё одной статьи, раскрытие сексуальной ориентации улучшало благополучие респондентов в социальных контекстах, поддерживающих автономию человека, в контекстах, контролирующих свободу, преимущества каминг-аута сходили на нет.
Некоторые исследователи обнаружили, что степень открытости человека в отношении своей ориентации в разных жизненных ситуациях прямым образом связана с отсутствием у него стрессов и неврозов.

### Отношение родителей к каминг-ауту
Признание в гомосексуальности, бисексуальности либо транссексуальности перед своей семьёй может быть самым трудным шагом в процессе каминг-аута. Многие гомосексуалы не решаются сделать его: по данным опроса Российской ЛГБТ-сети, 12,1 % ЛГБТ-людей не открывались никому, 81,5 % респондентов были открыты для друзей, но всего 11,6 % опрошенных были открыты для семьи. Опрос из Великобритании показывает, что лишь 3 % ЛГБТ-людей не были открыты никому из друзей, но 24 % скрывали ориентацию от членов семьи, с которыми они проживали. Самыми распространёнными причинами для выхода из шкафа были нежелание лгать, серьёзные отношения с однополым партнёром, желание окончательно принять себя.
Зачастую родителям необходимо время, чтобы принять сексуальную ориентацию своего ребёнка. В течение этого времени некоторые родители отказываются говорить с детьми, игнорируют тему сексуальности, надеясь, что проблема исчезнет сама собой, и их ребёнок станет таким как все, или пытаются убедить его, что это временная «блажь». Порой родители воспринимают гомосексуальность как болезнь и пытаются «вылечить» детей, например, с помощью репаративной терапии, что может усугубить душевное состояние подростков. В некоторых случаях родители отказываются от своих детей и выгоняют их из дома. Современной официальной психологической и психотерапевтической наукой все подобные воспитательные меры относительно сексуальной ориентации однозначно рассматриваются как деструктивные, способные нанести вред психике ребёнка и усугубить его состояние.

Если семья исповедует ортодоксальную христианскую, мусульманскую или иудейскую веру и неукоснительно придерживается религиозных канонов, то ребёнок может испытывать дополнительный психический дискомфорт в результате конфликта между его гомосексуальностью и системой религиозных запретов. Подавляющее большинство организаций и групп, выступающих за возможность, желательность и необходимость «преодоления гомосексуализма» с помощью репаративной терапии, например, таких как Exodus International, Национальная ассоциация по исследованию и терапии гомосексуальности, Parents and Friends of Ex-gays (PFOX), Focus on the family или International Healing Foundation, настроены ортодоксально и рассматривают гомосексуальные переживания и поведение в рамках христианской доктрины как «противоестественные и греховные». 
Несостоятельность этих воззрений подтвердили сами руководители старейшей в мире организации «экс-геев» «Exodus International», распустив в 2013 году свою организацию, публично принеся извинения гомосексуалам «за боль и страдания, которые они им причинили» и признав, что изменить сексуальную ориентацию человека невозможно.
В рамках современной официальной американской, европейской и российской психиатрии и психологии считается, что сексуальная ориентация, в отличие от сексуального поведения — это не предмет выбора, поэтому психологи и сексологи рекомендуют родителям смириться с этим фактом. Они утверждают, что эмоции и чувства человека искусственно неизменяемы: человек влюбляется не по своему желанию, а, скорее, вопреки ему.
Принятие со стороны родителей очень важно для ЛГБТ-молодёжи. Зачастую ЛГБТ приходят к своим родителям за защитой от внешней дискриминации. Неприятие родителями ЛГБТ-детей может привести к повышению риска депрессии, суицидального поведения, злоупотребления психоактивными веществами, рискованного сексуального поведения, бездомности, низкой самооценки, проблем в отношениях и ухудшения успеваемости.
То, как родители отреагируют на каминг-аут, зависит от возраста ребёнка (чем он младше, тем сильнее его зависимость от родителей и тем чаще они пытаются его «переделать»), религиозности семьи, времени, когда выросли родители, их информированности о ЛГБТ и подверженности мифам о гомосексуалах, их взглядов на происхождение сексуальной ориентации, наличия ЛГБТ в окружении родителей, крепкости отношений между родителями и ребёнком, иерархичности отношений в семье, готовности родителей поддержать и выслушать своё чадо. Иногда даже толерантные к ЛГБТ родители могут неожиданно отнестись негативно к новости о сексуальной ориентации детей, и наоборот, консервативные родители могут оказаться способны к принятию ребёнка.
В толерантных странах у родителей и детей есть доступ к литературе о ЛГБТ, специальному семейному консультированию, объединениям родителей ЛГБТ-подростков и группам поддержки родителей ЛГБТ-подростков, что облегчает принятие сексуальной ориентации ЛГБТ-детей. Позитивный образ ЛГБТ-людей в СМИ и массмедиа, растущее принятие прав ЛГБТ также могли поспособствовать улучшению отношений между родителями и детьми.
Для родителей на ряде веб-сайтов, а также в других публикациях представлены различные психологические рекомендации о том, как адекватно отнестись к каминг-ауту ребёнка. В статье от Family Acceptance Project родителям рекомендуют принять ЛГБТ-идентичность ребёнка, защищать его от жестокого обращения, требовать уважения к нему со стороны остальных членов семьи, показывать ему образец для подражания среди взрослых ЛГБТ и принимать его друзей или возлюбленных в своём доме.

### Помощь при каминг-ауте
Большинство подростков с негетеросексуальной ориентацией боится открыться перед окружающими или попросить у них помощи, особенно после того, как они замечают, что их сексуальные предпочтения не одобряются большинством людей. Из-за этого подростки не стремятся рассказывать о своей гомосексуальности даже собственным родителям. Согласно статистике, случаев самоубийств среди гомосексуальных подростков намного больше, чем среди гетеросексуальных. Оказанием помощи в этой критической ситуации занимаются специальные службы («телефон доверия»), кроме того, существуют веб-сайты, посвящённые данным проблемам.

## Национальный день каминг-аута
По мнению американской ЛГБТ-организации «Кампания за права человека», последовательно и организованно реализовать концепцию каминг-аута в масштабах всего общества призван так называемый «Национальный день каминг-аута». Он проводится ежегодно 11 октября. Первоначально это мероприятие проводилось только в США, а затем распространилось по всему миру. По мнению организаторов, оно позволяет снизить возможные негативные последствия каминг-аута как для психики родственников, близких и друзей человека, так и для него самого.

### История
История американского «Национального дня каминг-аута» отсчитывается с 11 октября 1987 года, когда 500 тыс. демонстрантов прошли по улицам Вашингтона в знак требования равенства прав геев и лесбиянок. Решение о проведении ежегодного дня каминг-аута было принято в 1988 году при участии д-ра Роберта Эйхберга (Robert Eichberg) и Джин О’Лири (Jean O'Leary), американской активистки в борьбе за права геев и лесбиянок, политика и в прошлом монахини. Основателями мероприятия ставились цели знакомства большинства населения с ЛГБТ-сообществом и его движением за равные права.

### Символика и атрибутика
Эмблему американского дня каминг-аута создал ставший известным в 1980-х годах американский художник Кейт Харинг (Keith Haring, 1958—1990), работавший в жанрах городской уличной графики, граффити и поп-арта. Во многих его произведениях обыгрывались темы однополых отношений.
Организаторы мероприятия рекомендуют участникам в этот день носить определённые знаки или символы: перевёрнутый розовый треугольник, греческую букву «лямбда», а также 6-цветную радугу, флагов в виде ювелирных украшений или на одежде, чтобы своим примером наглядно продемонстрировать присутствие геев, лесбиянок, бисексуалов и транссексуалов во всех слоях общества, среди всех возрастов и этнических групп.
Известный хит «I’m Coming Out» («Я выхожу») 1980-х годов в исполнении американской поп-звезды Дайаны Росс может считаться неофициальным гимном дня каминг-аута в частности и всего гей-сообщества в целом. Он был сочинён и спродюсирован композитором Найлом Роджерсом (Nile Rodgers) в сотрудничестве с другими музыкантами под впечатлением от вечеринки в одном калифорнийском диско-клубе, где его взору однажды предстало несколько трансвеститов, подражающих Дайане. После того, как песня вышла весной 1980 года и прочно заняла верхние строчки хит-парадов (наивысшая позиция — 5-я строчка в чарте музыкального журнала «Billboard»), Дайана Росс стала гей-иконой ЛГБТ-сообщества наравне с такими артистами как Мадонна, Глория Гейнор, Шер, Кайли Миноуг, Барбра Стрейзанд, Джуди Гарленд, Марлен Дитрих и Ширли Бэсси.

### Поддержка
Патронат «Национального дня каминг-аута» осуществляет одна из крупнейших ЛГБТ-организаций под названием «Кампания за права человека». Она выпускает специальные материалы с рекомендациями, как правильно подойти к вопросу о раскрытии собственной ориентации близким, родственникам и друзьям. Также эта организация распространяет данные о том, какие компании и корпорации наиболее терпимо относятся к ЛГБТ-сотрудникам на работе (так называемый «Индекс корпоративного равенства»).

## Каминг-аут знаменитостей
Каминг-аут наиболее заметен среди популярных людей, чья личная жизнь постоянно находится в поле зрения средств массовой информации. В основном это представители творческих профессий: артисты балета, поп-певцы, дизайнеры, актёры, режиссёры и т. д. Однако каминг-аут совершают также и некоторые экстремисты: например, умерший от СПИДа британский неонацист Никки Крейн незадолго до смерти признался в своей гомосексуальности.
Существует точка зрения, что даже не являющиеся геями, лесбиянками или бисексуалами представители поп-культуры прибегают к фальшивому каминг-ауту в виде «сенсационных откровений» или публичных действий как к средству повышения интереса публики к своей персоне (например, так поступила российская группа «Тату», используя лесбийский имидж в начале карьеры, а также певица Мадонна, поцеловавшая в губы Кристину Агилеру и Бритни Спирс во время исполнения песни «Like a Virgin» на церемонии вручения наград MTV Video Music Awards в 2003 году).
Случай с британским поп-певцом Джорджем Майклом иллюстрирует прямо противоположную реакцию общественности: его публичное признание в 1998 году в собственной ориентации оттолкнуло от его творчества часть поклонников, в результате чего популярность певца в США резко упала, что стало одной из причин его затяжной депрессии и творческого кризиса.

## Социальная значимость и влияние
Итогом реализации концепции каминг-аута в рамках общественных программ (в частности, почти двадцатилетнего ежегодного проведения дня каминг-аута и ряда других мероприятий по понижению уровня гомофобии в США) стал тот факт, что при интернет-опросе почти трёх тысяч американцев выяснилось, что 70 % гетеросексуалов в возрасте от 18 лет и старше лично знают кого-либо, являющегося геем, лесбиянкой, бисексуалом или транссексуалом (для сравнения, в России эта цифра по статистике фонда «Общественное мнение» составляет 10 %). Более того, 83 % из тех людей, которые считают себя членами ЛГБТ-сообщества США, сообщили, что не скрывают своей ориентации.
Другое многолетнее исследование, основанное на 120 опросах общественного мнения и проведённое профессором политологии Кеннетом Шерриллом из Центра сексуальности и общественной политики в колледже Хантер в соавторстве с Патриком Иганом из Центра демократической политики Принстонского университета, показало, что наличие в семье родственника, являющегося открытым геем или лесбиянкой, повысило общественную поддержку регистрации гей-партнерств на 17 % и улучшило отношение общества к усыновлению детей гей-парами на 13 %.

## Тема каминг-аута в художественных произведениях
Теме каминг-аута посвящён ряд произведений, таких, как Будь собой, Красота, Близкие друзья, Секс в другом городе, Вход и выход, Крампак, Хор.
В некоторых художественных произведениях обсуждается ситуация, когда гетеросексуальный персонаж совершает «фальшивый каминг-аут», причисляя себя к ЛГБТ-сообществу ради славы, денег или каких-либо других преференций. В дальнейшем ситуация повторяется, и позже он совершает ту же «процедуру каминг-аута», но только в самом ЛГБТ-сообществе, публично заявляя, что он гетеросексуален. Например, подобной проблеме был посвящён фильм «Танго втроём», а в комедии Франсиса Вебера «Хамелеон» герой Даниэля Отёя совершает фальшивый каминг-аут, чтобы не потерять своё рабочее место (он трудится бухгалтером на предприятии по производству презервативов, среди клиентов которого масса гомосексуалов).
Популярной темой фильмов является публичное признание персонажа, переодевающегося как лицо противоположного пола ради достижения неких социальных целей, добровольно показывающего свою истинную внешность («Тутси») или отказывающегося это сделать публично («Strawberry Eggs»).

## Критика

### Критика с позиций анти-гей активистов
Джозеф Николоси, президент Национальной ассоциации по исследованию и терапии гомосексуальности, расценивающей гомосексуальность как психическое расстройство и утверждающей возможность её преодоления с помощью репаративной терапии, считает, что мероприятия, подобные «Национальному дню каминг-аута», могут сбить подростков с толку и навязать им гомосексуальную идентичность. Он утверждает, что подростки «будут навешивать на себя ярлык геев» и что «подобное восхваление гомосексуальной идентичности несправедливо по отношению к тем молодым людям, которые ещё не определились со своей ориентацией». В то же время, согласно теории Николоси и официальной позиции NARTH, определяющим возрастом для формирования гомосексуальности человека является не подростковый период, а возраст между первым и третьим годами жизни.
Крупнейшая христианская организация «Exodus International», входящая в состав антигомосексуального движения, в 1995 году в качестве ответного шага на «Национальный день каминг-аута» основала празднование своего собственного «Национального дня выхода из гомосексуализма» (National Coming Out of Homosexuality Day) в честь «изменённых жизней бывших гомосексуалистов — нескольких тысяч мужчин и женщин». Президент этой организации Алан Чамберс заявлял: «Как один из этих тысяч людей, испытавших изменение, я знаю, что существует жизнь за пределами гомосексуализма. Для многих из тех, кто ощущает в своей гомосексуальной жизни одиночество и пустоту, есть выход». В 2013 году руководители «Exodus International» ликвидировали свою организацию, признав несостоятельность своих воззрений, принеся извинения гомосексуалам «за боль и страдания, которые они им причинили», и признав, что изменить сексуальную ориентацию человека невозможно.
Джон Полк (John Paulk), экс-гей и организатор регулярных антигомосексуальных конференций под названием «Любовь преодолела» (Love Won Out), заявляет: «Миллионам людей, обеспокоенных проблемами [гомосексуальности], говорят, что каминг-аут — это решение их проблем. Но для некоторых — это лишь начало, и мы хотим, чтобы они знали — существует выход из опустошённости, одиночества и смятения, испытываемых многими в гомосексуальной жизни».
Антигей-активист Майк Хэйли (Mike Haley), «бывший гомосексуал» и ведущий конференций «Любовь преодолела», утверждает: «Сотни тысяч людей, борющихся со своей сексуальностью, включая и молодёжь, находящуюся в группе риска, подталкиваются к каминг-ауту, как средству решения своих проблем. Людям нужна правдивая информация, чтобы принимать здоровые жизненные решения, а так называемые мероприятия „гордости“ в этом плане вызывают лишь сожаление. Истина состоит в том, что для борющихся с нежелательной гомосексуальностью есть выход».
Терапевт Уоррен Трокмортон (Warren Throckmorton), доцент психологии в колледже Гроув Сити (штат Пенсильвания, США), отвечая на вопросы подростков, сомневающихся в своей ориентации и сексуальной идентичности, говорит, что им не нужно торопиться с каминг-аутом и «навешиванием на себя ярлыков»: «Вы можете сами не знать, как именно называть свои сексуальные чувства. Не следует поспешно принимать решение о том, к какой категории людей относить себя. Это верно как для подросткового, так и более позднего периода жизни молодых людей. Некоторые люди, учителя или консультанты, движимые благими намерениями, могут заявлять, что молодые люди совершают каминг-аут и идентифицируют себя с геями и лесбиянками уже в 12-13 лет. Хотя существуют некоторые подростки, которые торопятся сделать такой шаг, на самом деле это неразумно. Сексуальные чувства развиваются в течение продолжительного периода времени […] Половые гормоны подростков как никогда активизируются, поэтому ваши сексуальные чувства могут быть чрезвычайно сильны, но не сосредоточены на чём-то одном. Это нормально».

### Критика с позиций феминизма
Концепция каминг-аута также критикуется некоторыми феминистками. В частности, квир-феминистский теоретик Джудит Батлер (англ. Judith Butler) говорит о том, что метафора, противопоставляющая состояния человека «внутри» и «снаружи чулана», подразумевает, что жизнь «в чулане» или в тени — это тёмное, маргинальное и ложное существование, тогда как жизнь «снаружи», «в лучах прожекторов» раскрывает подлинную сущность человека. Американский теоретик феминизма Дайана Фасс (англ. Diana Fuss) поясняет: «проблема, конечно же, заключается в риторике „внутри-снаружи“: подобная полемика упускает из виду тот факт, что большинство из нас в одно и то же время находятся как „внутри“, так и „снаружи“». Д. Фасс продолжает: «быть „снаружи“, или „на виду“, как говорят геи, на самом деле означает всё в точности до наоборот; „быть снаружи“ — значит перестать, наконец, быть стеснённым внешними обстоятельствами, а также всеми исключениями и лишениями, вызванными нахождением „внутри“. Другими словами, „быть снаружи“ — на самом деле быть внутри. Внутри видимого, артикулируемого и рационального культурного пространства».
Теоретик гендерных исследований и феминизма Ив Кософски Сэджвик в своей книге 1990 года «Эпистемология чулана» на базе литературных героев подробно проанализировала восприятие в современном обществе феномена мужской гомосексуальности и самого «чулана», который «покидают» гомосексуалы. Кософски критикует строгое разделение между гетеро- и гомосексуальностью, а также тезис о том, что гомосексуал является неким отдельным типом человека, чья сексуальность оказывается «заразной». Автор допускает, что, возможно, в каждом мужчине, как в «чулане», скрывается «женское сердце» и что это является не характеристикой некоторого «вида» или «меньшинства», а, скорее, одной из многих вероятных возможностей. Автор приходит к выводу, что «чулан», воспринимаемый как некая тайная, приватная гомосексуальность, на самом деле является публичной сущностью, а «выход» из него выполняет функцию некого «перформанса» или «спектакля». Отрицая противопоставление приватного и публичного, Кософски в своих рассуждениях приходит не к тому, что гомосексуалы осуществляют «выход из чулана», а к обнаружению того факта, что на самом деле «чулан» является «прозрачным» или «пустым». Таким образом, гомосексуалы, по мнению Кософски, оказываются лишь «наскоро сформированной группой мужчин» в «показных» целях.

### Контркритика
Российский сексолог, психиатр и психотерапевт Дмитрий Исаев предлагает следующую антикритику: сексуальную ориентацию невозможно пропагандировать, поскольку она является биологическим признаком человека наподобие разреза глаз или цвета волос. В качестве одного из аргументов он ссылается на результаты исследований, в соответствии с которыми дети, воспитанные в однополых семьях, в большинстве случаев вырастают гетеросексуальными, а процент гомосексуалов среди этих детей такой же, как и в целом в обществе: не превышает 3-4 %.

## «Каминг-аут», не связанный с ЛГБТ-контекстом
Выражение «каминг-аут» нередко имеет расширенное применение для обозначения раскрытия тайных моментов поведения человека, убеждений, принадлежности, вкуса и интересов, которое может вызвать удивление или осуждение окружающих, например, «каминг-аут алкоголика», «каминг-аут консерватора», «каминг-аут психически больного», «каминг-аут ведьмы».
Это выражение также получило отношение к атеизму. Выражение «каминг-аут атеиста» приобрело особую популярность благодаря просветительской акции «Аут компания», которую поддержал известный популяризатор науки Ричард Докинз.
Хани Милетски считает, что существует отдельная зоосексуальная ориентация и что зоосексуалы также могут совершать каминг-аут, испытывая при этом те же трудности, что и представители ЛГБТ-сообщества.